# えのしま (掃海艇・2代)
えのしま（ローマ字：JS Enoshima, MSC-604）は、海上自衛隊の掃海艇。えのしま型掃海艇の1番艇。艇名は江の島に由来する。測天型敷設特務艇「江之島」、はつしま型掃海艇「えのしま」に次いで日本の艦艇としては3代目。
海上自衛隊初のFRP船体の掃海艇である。ひらしま型（16MSC）をもとに、船体構造を繊維強化プラスチック（FRP）製としたものであり、本艇のみ、就役後の実海域において船体強度の健全性を監視するための構造モニタリング装置が装備されている。

## 艦歴

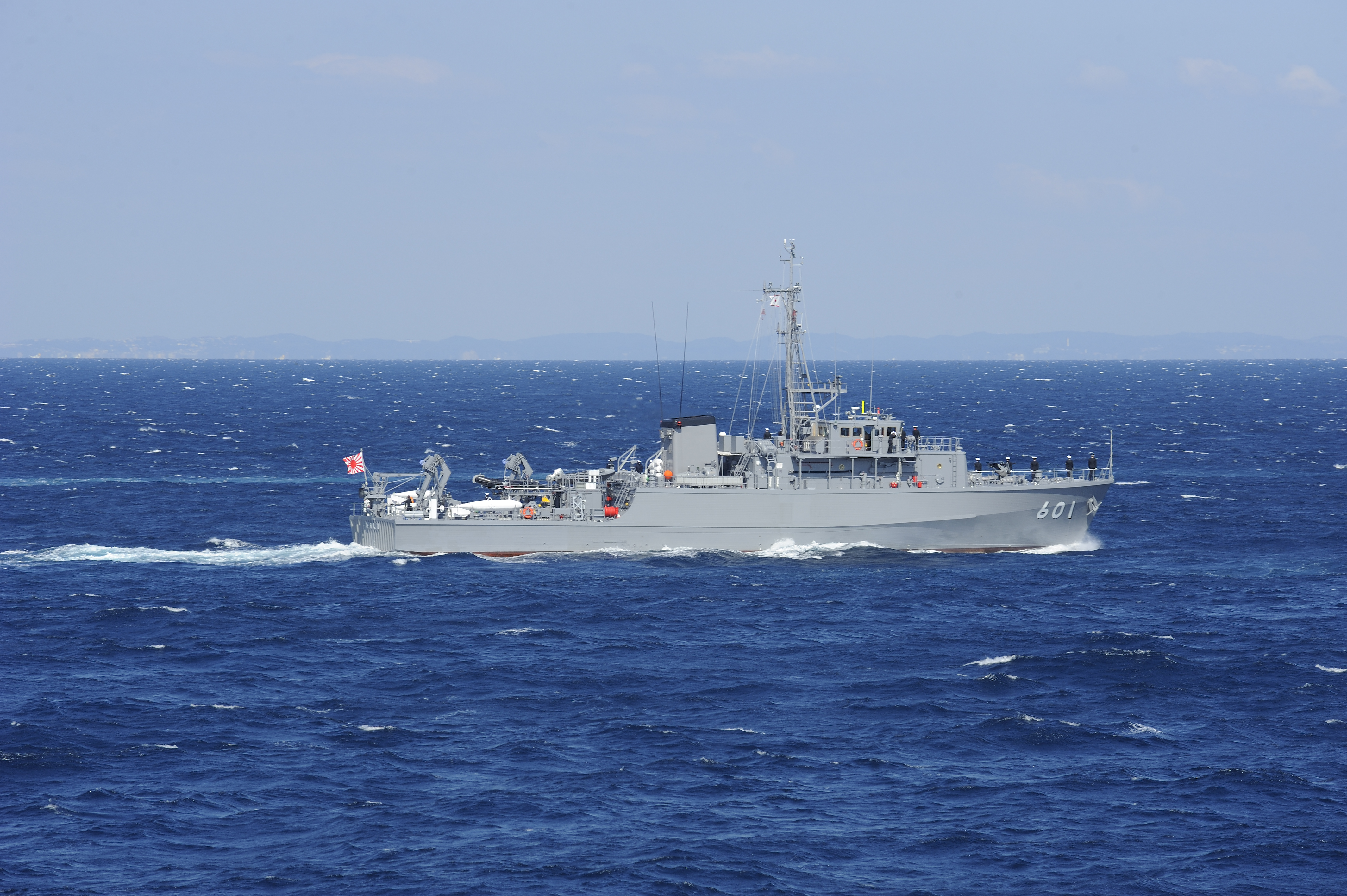
平成24年度観艦式予行における「えのしま」

「えのしま」は、平成20年度計画掃海艇396号艇として、USC京浜事業所で2009年5月14日に起工され、2010年10月25日に進水、2012年3月21日に就役し、横須賀地方隊第41掃海隊に編入された。
2012年10月14日、相模湾での平成24年度自衛隊観艦式に参加。
2014年6月20日から6月29日、硫黄島周辺海域での平成26年度実機雷処分訓練に参加。
同年7月18日から7月30日、陸奥湾でアメリカ海軍との掃海特別訓練に参加。
2015年7月18日から7月30日、陸奥湾での平成27年度機雷戦訓練及び掃海特別訓練に参加。
同年11月20日から11月30日、日向灘での平成27年度機雷戦訓練に参加。
同年12月19日から12月21日、湘南港にて艦内公開、ライトアップ展示。
2016年2月1日から2月10日、伊勢湾での機雷戦訓練に参加。
同年6月17日から6月23日、硫黄島周辺海域での平成28年度実機雷処分訓練に参加。7月18日から7月30日、陸奥湾での平成28年度機雷戦訓練及び掃海特別訓練に参加。
2017年6月17日から6月18日、伊豆半島沖でコンテナ船と衝突したアメリカ海軍第7艦隊横須賀基地所属の駆逐艦「フィッツジェラルド」の乗員捜索に参加。6月20日、アメリカ海軍作戦部長、第7艦隊司令官、在日米軍司令官が海上幕僚長などを通して一連の対応と支援に対し感謝の意を述べた。
2018年7月18日から7月30日、陸奥湾での機雷戦訓練及び日米印共同掃海特別訓練に参加。
2024年3月12日、第41掃海隊の廃止にともない、大湊地方隊隷下函館基地隊第45掃海隊に編成替え。
2025年3月24日、大湊地方隊の横須賀地方隊への統合にともない、函館基地隊が横須賀地方隊隷下に編成替え。